# Fußgymnastik

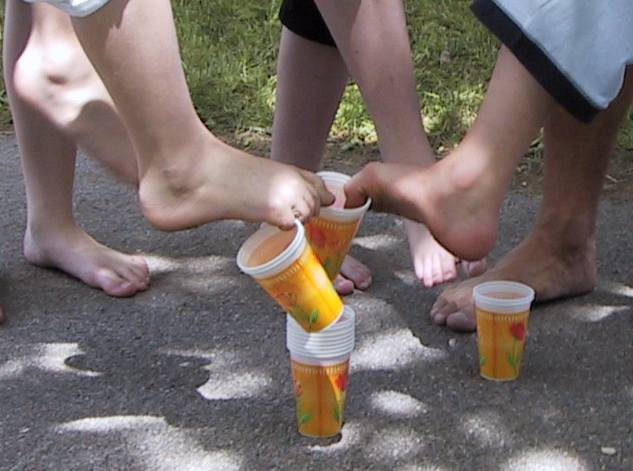
Greifübungen mit den Zehen

Unter dem Begriff Fußgymnastik werden zahlreiche Übungen zur Stärkung der Fußmuskulatur und für die Beweglichkeit der Fuß- und Zehengelenke zusammengefasst. Nahe verwandt ist die Venengymnastik, die die Beinmuskeln mit einbezieht, um gegen Krampfadern vorzubeugen. Alle diese Übungen werden barfuß ausgeführt und haben einen bedeutenden Stellenwert in der Physiotherapie.
Fußgymnastik ist ein wertvoller Ausgleich für die (bereits im 17. Jahrhundert als gesundheitsschädlich bekannte) sitzende Lebensweise und die Ruhigstellung der Füße in den Schuhen. Vor allem für Kinder ist dies zur Ausbildung eines gesunden Fußgewölbes und zur Förderung feinmotorischer Fähigkeiten wichtig. Für diese Zielgruppe stehen viele Spielideen zur Verfügung.

## Zur Fußproblematik bei Kindern
Wird die gesunde Entwicklung der Füße beeinträchtigt, kommt es zu Veränderungen der Körperstatik und des Gangbildes. Etwa 98 % aller Kinder kommen heute mit gesunden Füßen zur Welt, doch etwa 60 % haben im Erwachsenenalter Fußschäden. Hauptgrund dafür sind Schuhe, die nicht richtig passen, und zu häufiges Schuhetragen. Kinderfüße sind viel weicher als die Füße von Erwachsenen. Auf Grund der bei ihnen noch vorhandenen Fettschicht am Fuß (weil sich das Nervensystem erst entwickeln muss) spüren Kinder in zu kleinen Schuhen noch keinen Schmerz. Zu große Schuhe hingegen hemmen den natürlichen Bewegungstrieb.
Fußprobleme beginnen im Kindesalter. Kinderfüße sind weich wie Gummi und passen deshalb auch in viel zu kleine Schuhe. Dadurch können die Füße verformt werden, ohne dass es zunächst auffällt. Sind über mehrere Entwicklungsphasen die Schuhe zu klein, werden die Füße krank. Zehen, Gelenke, Fußgewölbe und Muskulatur entwickeln sich unphysiologisch. Knie, Hüfte und Rücken werden in Mitleidenschaft gezogen. Diese Probleme werden meist erst im Erwachsenenalter bemerkt.
Kinderfüße brauchen viel Bewegungsfreiheit. Barfußlaufen und Fußgymnastik sind gut für ihre Entwicklung. Im Kindergartenalter wachsen die Füße jährlich um etwa zwei Größen, dies sollten die Eltern beim Schuhkauf bedenken. Die Folgen durch falsche Schuhe und zu häufiges Schuhetragen werden heute vermehrt in den Vorschul-Untersuchungen deutlich. Die Anforderungen an Haltung, Bewegung und Koordination werden immer häufiger nicht ausreichend erfüllt.
In manchen Barfußparks sind Fußgymnastikstationen eingerichtet.

## Fußgymnastik bei Erwachsenen
Auch im Bereich der Erwachsenen ist Fußgymnastik ein Bestandteil von physiotherapeutischem und sportartspezifischem Training. Ein spezielles Kräftigungs- und Beweglichkeitstraining der Füße ist insbesondere auch im Balletttraining von großer Bedeutung.
Auch als Ausgleichstraining für zivilisationsbedingte Minderbelastung wird Fußgymnastik empfohlen. Bei der Ausbildung eines Hallux Valgus durch falsches Schuhwerk kann durch Fußgymnastik eine Linderung erzielt werden.

## Fußgymnastisch wirkendes Schuhwerk
Als Gymnastiksandalen resp. Fußgymnastiksandalen werden Querriemen-Sandalen mit anatomisch ausgeformtem Fußbett für Kinder und Erwachsene bezeichnet, denen bei regelmäßigem Tragen eine fußgymnastische Wirkung zugeschrieben wird. Die bekanntesten Modelle wurden von den Herstellern Berkemann und Birkenstock in den 1950er und 1960er Jahren entwickelt.